# 애니 스털크
애니 스타크(Annie Starke, 영어 발음: /stɑːrk/, 1988년 4월 26일 ~ )는 미국의 배우이다.

## 출연 작품

### 영화
- 남태평양 (2001, South Pacific)
- 앨버트 놉스 (2011) - 초콜렛 가게 직원 역
- 아들의 빈자리 (2017) - 매들린 그린 역
- 더 와이프 (2017) - 어린 조앤 역
- 파더 피겨스 (2017)